# USS Henry R. Kenyon (DE-683)
USS Henry R. Kenyon (DE-683) là một tàu hộ tống khu trục lớp Buckley được Hải quân Hoa Kỳ chế tạo trong Chiến tranh Thế giới thứ hai. Tên nó được đặt theo Thiếu úy Hải quân Henry R. Kenyon, Jr. (1916–1942), phi công thuộc Liên đội Ném ngư lôi VT-8 phục vụ cùng tàu sân bay Hornet (CV-8), đã tử trận trong Trận Midway vào ngày 4 tháng 6, 1942, và được truy tặng Huân chương Chữ thập Hải quân. Nó đã phục vụ cho đến khi chiến tranh kết thúc, xuất biên chế năm 1947 và bị tháo dỡ năm 1970.

## Thiết kế và chế tạo
Những chiếc thuộc lớp tàu hộ tống khu trục Buckley có chiều dài chung 306 ft (93 m), mạn tàu rộng 37 ft 1 in (11,30 m) và độ sâu mớn nước khi đầy tải là 11 ft 3 in (3,43 m). Chúng có trọng lượng choán nước tiêu chuẩn 1.400 tấn Anh (1.400 t); và lên đến 1.740 tấn Anh (1.770 t) khi đầy tải. Hệ thống động lực bao gồm hai turbine hơi nước General Electric công suất 13.500 mã lực (10.100 kW), dẫn động hai máy phát điện công suất 9.200 kilôwatt (12.300 hp) để vận hành hai trục chân vịt;  công suất 12.000 hp (8.900 kW) cho phép đạt được tốc độ tối đa 23 kn (26 mph; 43 km/h), và có dự trữ hành trình 6.000 nmi (6.900 mi; 11.000 km) khi di chuyển ở vận tốc đường trường 12 kn (14 mph; 22 km/h).
Vũ khí trang bị bao gồm ba pháo 3 in (76 mm)/50 cal trên tháp pháo nòng đơn có thể đối hạm hoặc phòng không, một khẩu đội 1,1 inch/75 caliber bốn nòng và tám pháo phòng không Oerlikon 20 mm. Vũ khí chống ngầm bao gồm một dàn súng cối chống tàu ngầm Hedgehog Mk. 10 (có 24 nòng và mang theo 144 quả đạn); hai đường ray Mk. 9 và tám máy phóng K3 Mk. 6 để thả mìn sâu. Khác biệt đáng kể so với lớp Evarts dẫn trước là chúng có thêm ba ống phóng ngư lôi Mark 15 21 inch (533 mm). Thủy thủ đoàn đầy đủ bao gồm 186 sĩ quan và thủy thủ.
Henry R. Kenyon được đặt lườn tại xưởng tàu Fore River Shipyard của hãng Bethlehem Shipbuilding Company tại Quincy, Massachusetts vào ngày 29 tháng 9, 1943. Nó được hạ thủy vào ngày 30 tháng 10, 1943; được đỡ đầu bởi bà Verna Markham Kenyon, vợ góa Thiếu úy Kenyon, và nhập biên chế vào ngày 30 tháng 11, 1943 dưới quyền chỉ huy của Hạm trưởng, Thiếu tá Hải quân Charles Mahaler Lyons, Jr.

## Lịch sử hoạt động

### Mặt trận Đại Tây Dương
Sau khi hoàn tất việc chạy thử máy huấn luyện tại khu vực Bermuda và quay trở lại Boston, Massachusetts để sửa chữa sau chạy thử máy, Henry R. Kenyon khởi hành vào ngày 26 tháng 1, 1944 để phục vụ hộ tống vận tải tại vùng biển Caribe, khu vực hoạt động được ưa chuộng của tàu ngầm U-boat Đức. Quay trở về vào ngày 6 tháng 6, nó tiếp tục thực hành huấn luyện ngoài khơi Casco Bay, Maine, và được cải tiến dàn vũ khí, thay thế các ống phóng ngư lôi bằng vũ khí phòng không tầm gần Bofors 40 mm. Được điều sang nhiệm vụ hộ tống vận tải vượt Đại Tây Dương, trong giai đoạn từ ngày 4 tháng 7, 1944 đến ngày 30 tháng 4, 1945, nó đã hoàn tất bốn chuyến hộ tống vận tải khứ hồi đi sang các cảng châu Âu và Địa Trung Hải. 

### Mặt trận Thái Bình Dương
Sau khi xung đột đã chấm dứt tại châu Âu, Henry R. Kenyon khởi hành từ Norfolk, Virginia vào ngày 15 tháng 5 để đi sang khu vực Mặt trận Thái Bình Dương ngang qua kênh đào Panama. Đi đến Leyte thuộc Philippines vào ngày 7 tháng 7, nó trải qua thời gian còn lại của cuộc chiến tranh hộ tống tàu bè tại Philippines, New Guinea và Okinawa. Sau khi Nhật Bản chấp nhận đầu hàng vào ngày 15 tháng 8 giúp kết thúc cuộc xung đột, con tàu tiếp tục hoạt động tại khu vực Philippines và ngoài khơi bờ biển Nhật Bản cho đến ngày 26 tháng 11, khi nó khởi hành từ Manila cho hành trình quay trở về Hoa Kỳ. 
Về đến San Diego, California vào ngày 17 tháng 12, Henry R. Kenyon ở lại cảng này, thỉnh thoảng tham gia các chuyến đi huấn luyện, cho đến khi được cho xuất biên chế vào ngày 3 tháng 2, 1947. Nó được đưa về Hạm đội Dự bị Thái Bình Dương, neo đậu tại Mare Island, California, và sau đó được kéo đến Stockton, California, cho đến khi được rút tên khỏi danh sách Đăng bạ Hải quân vào ngày 1 tháng 12, 1969. Con tàu bị bán để tháo dỡ vào ngày 22 tháng 10, 1970. 

## Phần thưởng[2]
|  |  |  |
|  |  |  |

| Huân chương Chiến dịch Hoa Kỳ                      | Huân chương Chiến dịch Hoa Kỳ        | Huân chương Chiến dịch Châu Á-Thái Bình Dương | Huân chương Chiến dịch Châu Á-Thái Bình Dương  |
| Huân chương Chiến dịch Châu Âu-Châu Phi-Trung Đông | Huân chương Chiến thắng Thế Chiến II | Huân chương Chiến thắng Thế Chiến II          | Huân chương Giải phóng Philippine (Philippine) |